# Christopher Briney
Christopher Thomas Briney, född 24 mars 1998 i Hartford i Connecticut, är en amerikansk skådespelare. Han är mest känd för sina roller som James Linton i biografifilmen Dalíland och Conrad Fisher i Amazon Prime Video-serien Sommaren jag blev vacker. Han kommer dessutom att spela rollen som Aaron Samuels i nyinspelningen av filmen Mean Girls, som har biopremiär i januari 2024.
Briney flyttade år 2016 till New York för att studera skådespeleri på Pace University, där han tog sin kandidatexamen år 2020. Han har också haft en anställning på livsmedelsaffären Trader Joe's på Lower East Side, under tiden som han fortfarande studerade på Pace University.

## Filmografi (i urval)

### Film
- 2022 – Dalíland
- 2024 – Mean Girls

### TV
- 2022–nutid – Sommaren jag blev vacker (TV-serie)